# 볼파스 엔젤맨
볼파스 엔젤맨(리투아니아어: Volfas Engelman 볼파스 엥겔만)은 리투아니아의 주류회사이다. 현재 이 회사는 맥주, 과실주, 논알코올 음료, 에너지 음료 등을 생산하고 있다. 볼파스 엔젤맨은 두 창립자의 이름을 따서 명명되었다.